# Rhododendron bulu
Rhododendron bulu är en ljungväxtart som beskrevs av Hutchinson. Rhododendron bulu ingår i släktet rododendron, och familjen ljungväxter. Inga underarter finns listade i Catalogue of Life.